# Cerrito (Santa Maria)
Cerrito és un barri de la ciutat brasilera de Santa Maria, Rio Grande do Sul. El barri està situat al districte de Sede.

## Villas
El barri amb les següents villas: Cerrito, Cerrito Dois, Fósseis da Alemoa, Morro do Cerrito, Morro Mariano da Rocha, Vila Floresta.

## Galeria de fotos

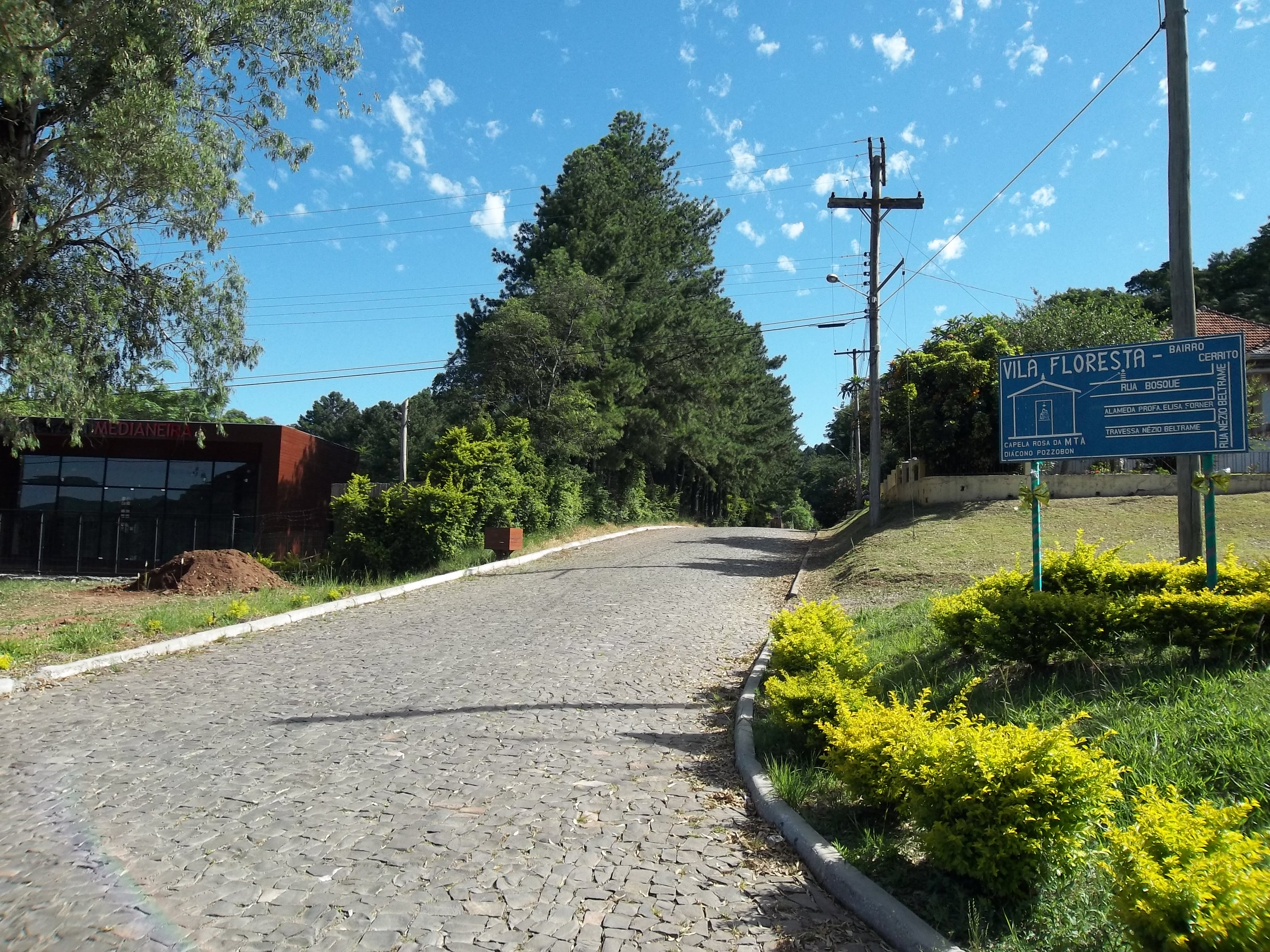

| Nossa Senhora das Dores Nossa Senhora de Lourdes | Nossa Senhora das Dores / Km 3 | Km 3 São José                       |
| Nossa Senhora de Lourdes                         |                                | São José Diácono João Luiz Pozzobon |
| Nossa Senhora Medianeira Dom Antônio Reis        | Dom Antônio Reis / Tomazetti   | Diácono João Luiz Pozzobon          |